# Rue Scheffer
Die Rue Scheffer ist eine 590 Meter lange und 12 Meter breite Straße im 16. Arrondissement von Paris in der Nähe vom Trocadéro. 

## Lage
Die Rue Scheffer führt von der Rue Benjamin Franklin zur Avenue Georges Mandel. Sie ist 560 m lang, wobei die Breite zwischen 12 m und 6 m variiert.

## Namensursprung
Die Straße wurde nach dem Maler Ary Scheffer (1795–1858) benannt, obwohl er nicht hier, sondern im 9. Arrondissement wohnte. Sein Wohnhaus beherbergt heute das Musée de la Vie romantique.

## Geschichte
1730 lag der „Chemin des Moulins“ zwischen der Rue Vineuse und der Rue Cortambert. Tatsächlich gab es damals drei Mühlen in der Nähe, darunter die Mühle Leclère, die sich in der Nähe der heutigen Rue Bellini befand. Im Jahr 1848 wurde diese Straße in der ehemaligen Gemeinde Passy zur „Rue des Moulins“, bevor sie per Dekret (23. Mai 1863) dem Pariser Straßennetz zugeordnet wurde und durch Dekret vom 24. August 1864 ihren heutigen Namen erhielt. Die Straße wurde zwischen 1848 und 1853 nach Westen verlängert. Ursprünglich war geplant, dass sie an die Rue de la Pompe anschließt. Das Projekt wurde jedoch aufgegeben, als die Avenue Henri Martin (heute Avenue Georges Mandel) gebaut wurde. Im Jahr 1903 wurde eine Erweiterung nach Süden vorgenommen zwischen den Straßen Vineuse und Benjamin Franklin, wobei der Square Benjamin Franklin verschwand.

## Sehenswürdigkeiten
- Nr. 1: Art-Déco-Gebäude, das 1929–1930 vom Architekten Marcel Hennequet erbaut wurde und sich durch seine vollständig aus Erkerfenstern bestehende Fassade auszeichnet.[3]
- Nr. 4: Hier wohnte der Chansonnier Pierre-Jean de Béranger bis 1850 bei der Kriegerwitwe Mme Bega.[1]
- Nr. 40: Wohnung von Anna de Noailles ab 1910.

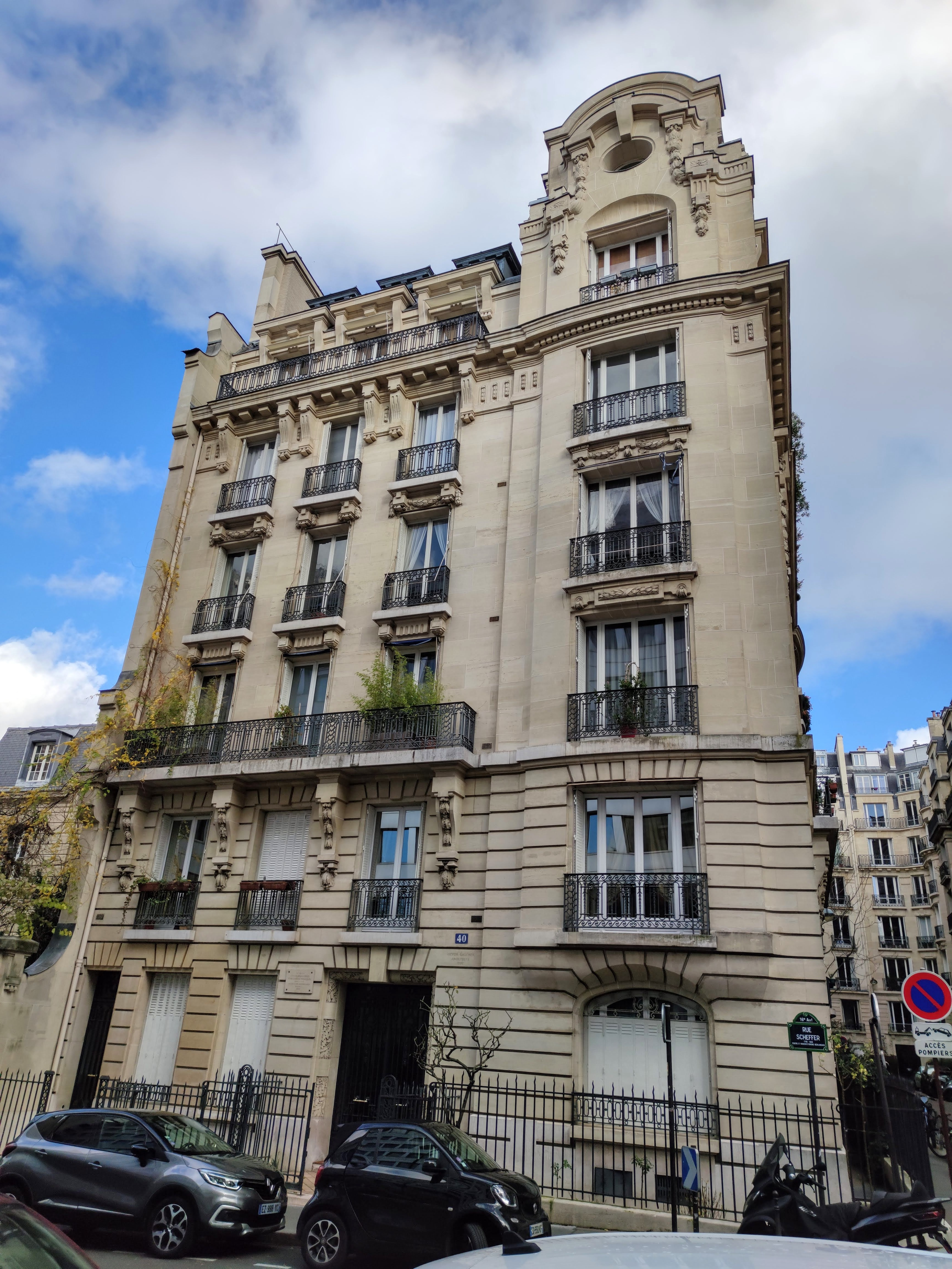
Haus Nr. 40
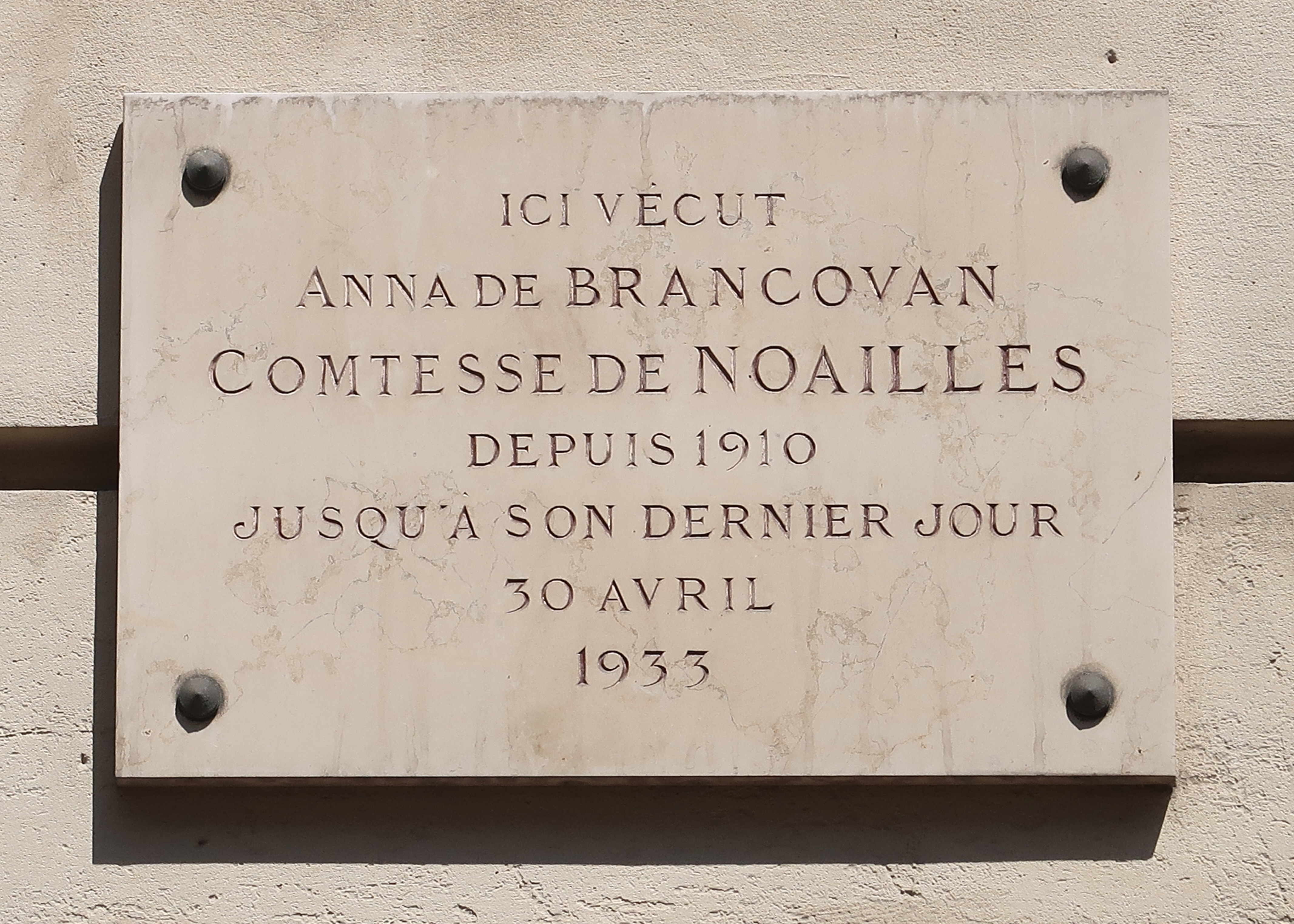
Plakette an Nr. 40

- Nr. 51: Hier befand sich ein Kloster der Unbeschuhte Karmeliten[1]; es ist heute eine private Straße (Villa Scheffer)
- Nr. 57 bis: Das Haus gehört der Republik Kongo. Es dient technischen Einrichtungen der Botschaft, die sich allerdings in der Rue Paul Valéry befindet.

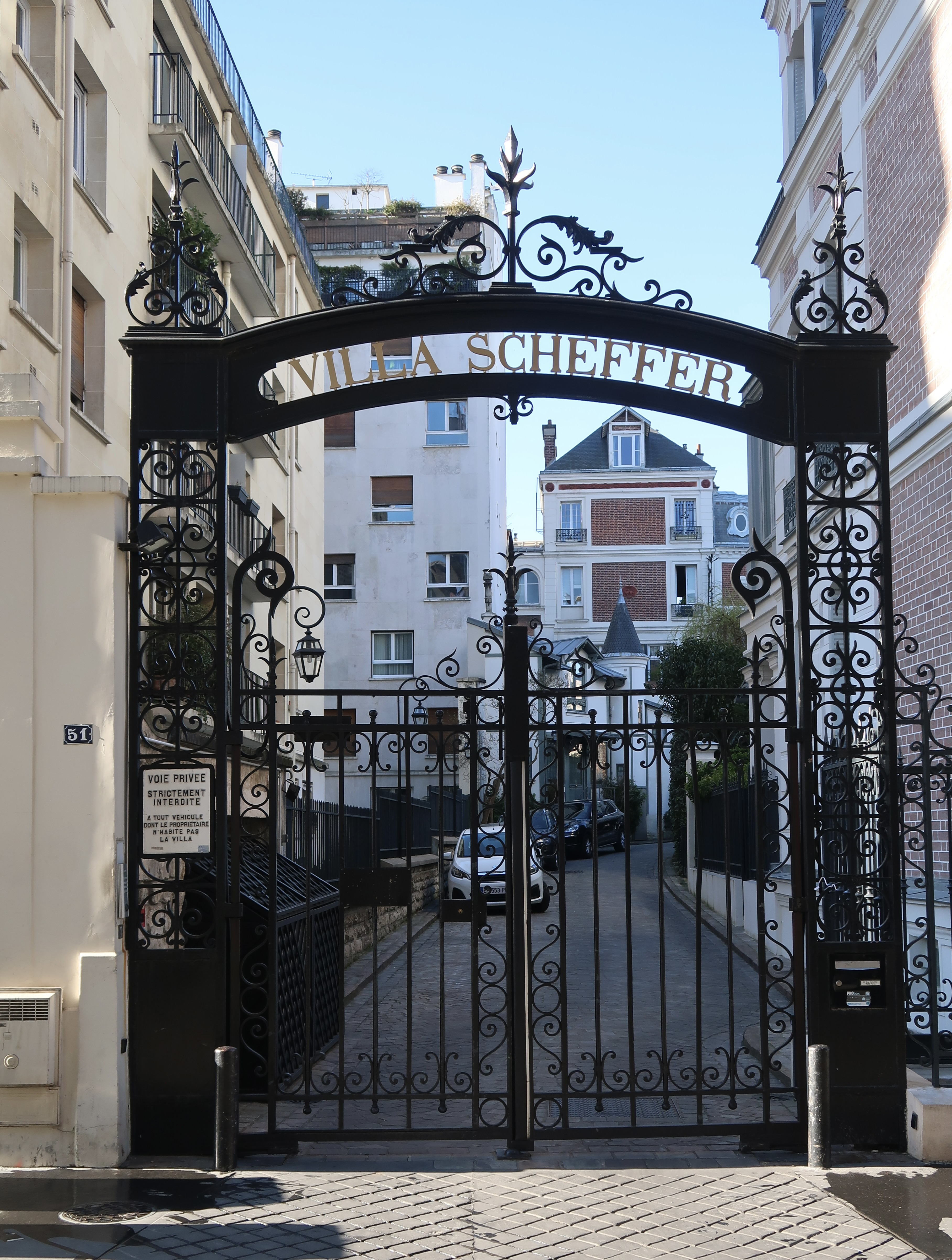
Eingang zur Villa Scheffer
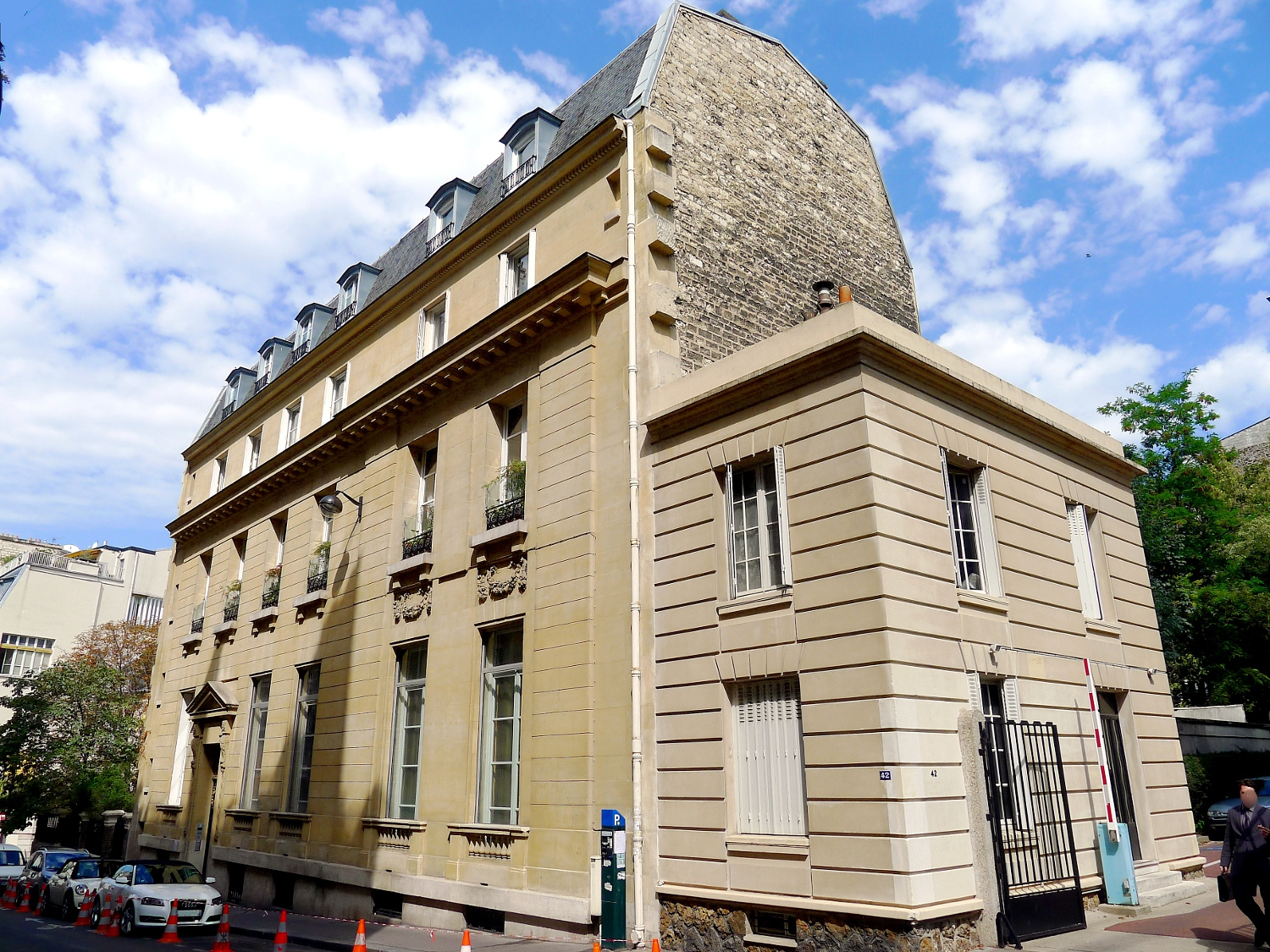
Haus Nr. 42
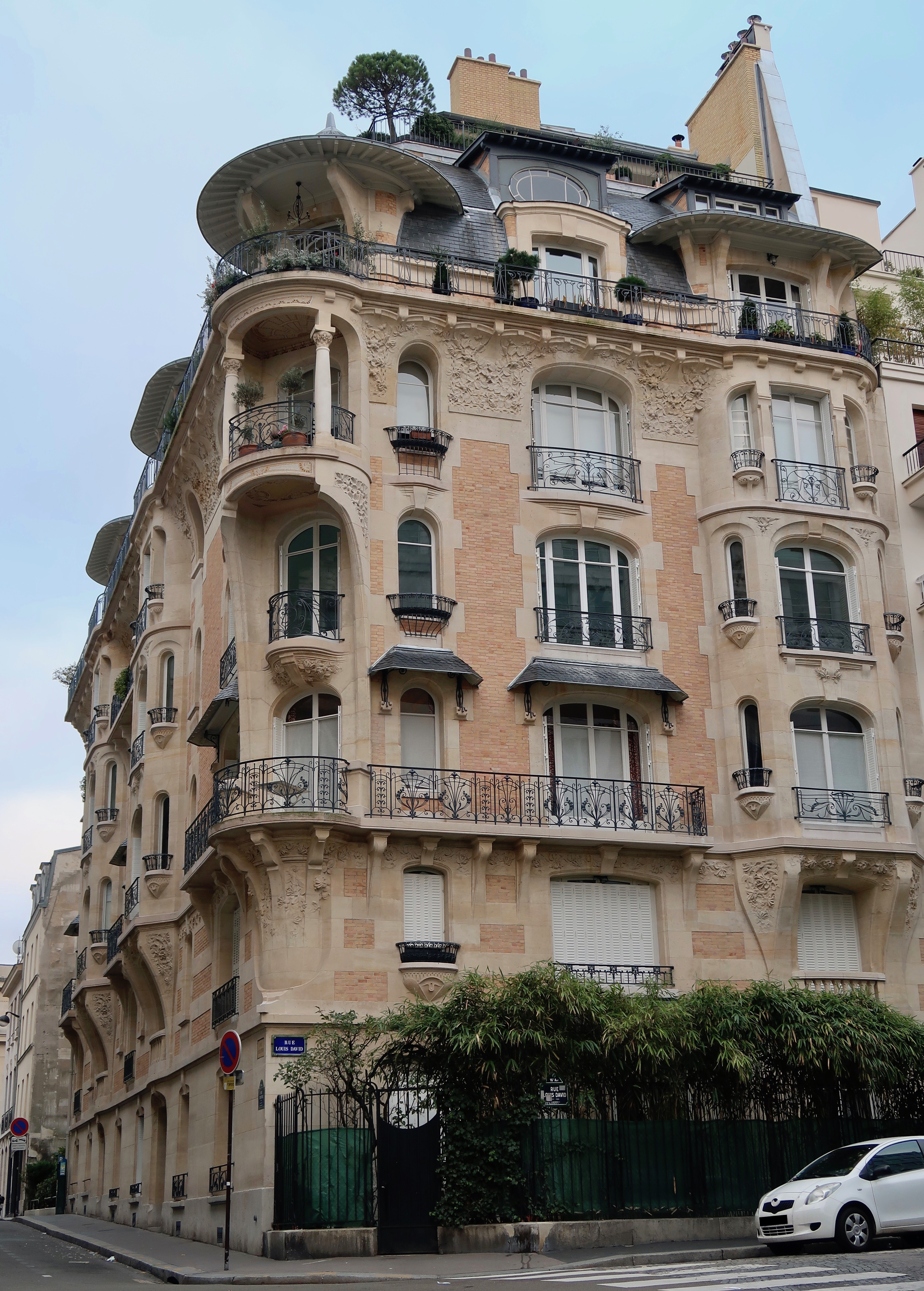
Haus Nr. 39
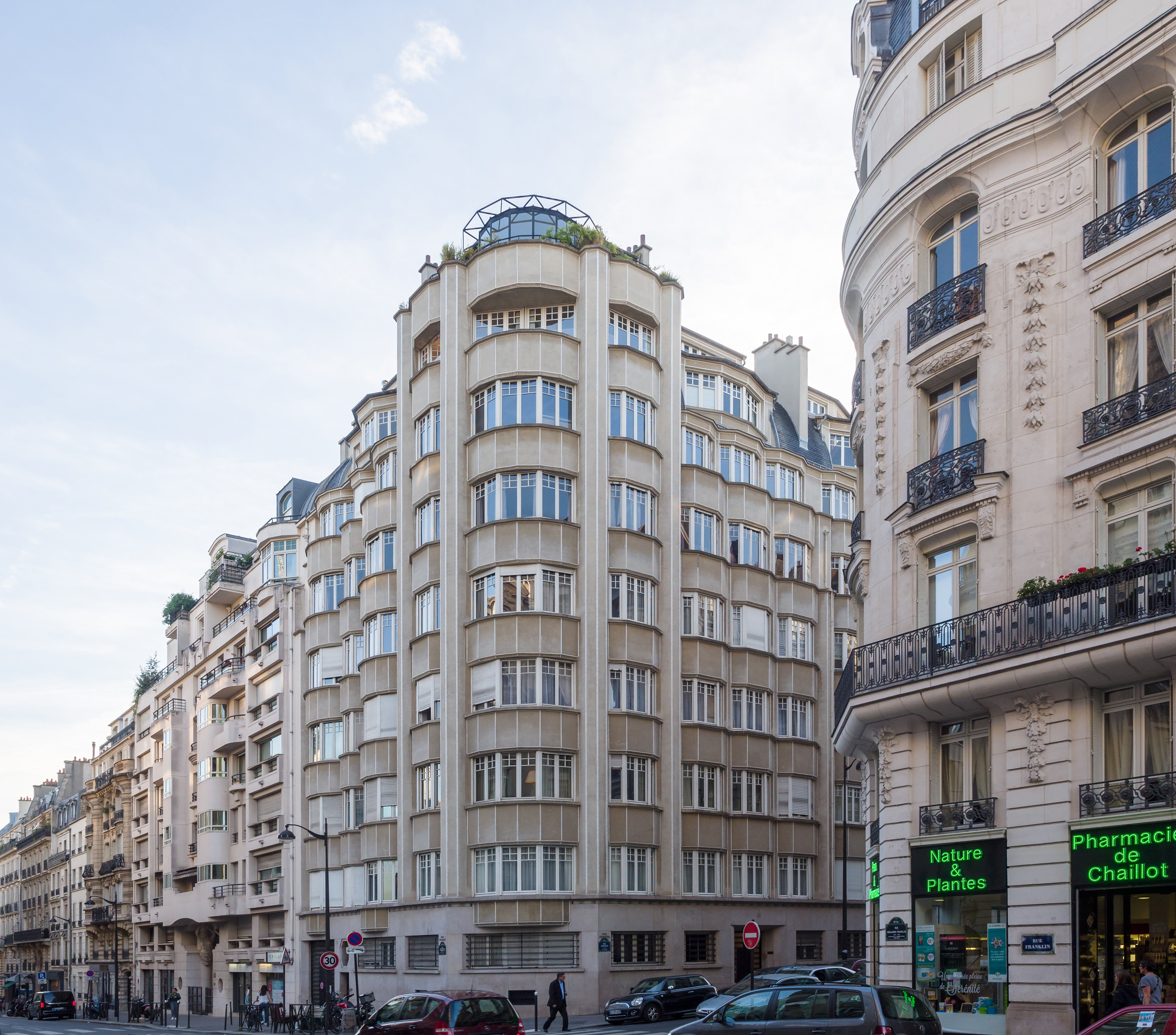
Haus an der Ecke Rue Benjamin Franklin